# Clitopilus prunulus
Clitopilus prunulus (Scop.) P. Kumm., Führer für Pilzfreunde (Zwickau): 23, 96 (1871)

## Descrizione della specie
Cappello
2–8 cm, bianco grigiastro generalmente opaco (raramente satinato), convesso, poi irregolarmente appianato o imbutiforme, con il margine involuto.
Lamelle
Fitte, strette e decorrenti sul gambo, bianche da giovani, tendenti al rosa con la maturità.
Gambo
3–4 cm x 0,6-1,4 cm, pieno, corto, spesso eccentrico, bianco pruinoso.
Carne
Bianca, molle e friabile, assai fragile.
- Odore: molto grato, di farina fresca o pasta di pane.
- Sapore: analogo.

Spore
Rosa-giallastre, in massa, 9-11 x 5,5-6,0 µm, fusiformi, con costolature longitudinali.

## Habitat
Simbionte, cresce nei prati e nei boschi di aghifoglie e latifoglie, dall'estate all'autunno e a tutte le altitudini; spesso lo si trova vicino al Boletus edulis, e per questo in molte regioni viene chiamato «spia del porcino».

## Commestibilità
Eccellente. Possiede un sapore molto delicato.

## Etimologia
- Dal greco klitòs (κλιτός) = pendio e pìlos (πῖλος) = cappello, cioè con il cappello inclinato.
- Dal latino prunus = prugno, per il suo presunto habitat.

## Specie simili
Attenzione!
- Può essere facilmente confuso con le Clitocybe bianche tossiche (a sindrome neurotropica) che tuttavia hanno carne consistente, elastica e fibrosa - mentre quella del C. prunulus è tipicamente friabile -, odore sgradevole di farina ammuffita e lamelle bianche.
- Può confondersi anche con l'assai tossico Entoloma sinuatum, dal quale differisce nettamente per la consistenza fragile anziché fibrosa, per l'odore e per il portamento decisamente tozzo e non generalmente maestoso come nell'E. sinuatum.

## Nomi comuni
- Prugnolo
- Prugnolo bastardo
- Falso prugnolo
- Prugnolo autunnale
- Fungo spia (in quanto condivide l'habitat del Boletus edulis e ne anticipa di qualche giorno l'apparizione).
- Spia del porcino
- Spion de le brise
- Grumato
- Grumato grigio
- Pastoso
- Pastella
- Pastarel
- Pastarella
- Fungo del lievito
- Lievitato
- Munaretto

## Sinonimi e binomi obsoleti
- Agaricus orcella Bull., Herbier de la France: tab. 591 (1793)
- Agaricus prunulus Scop., Fl. carniol., Edn 2 (Vienna) 2: 437 (1772)
- Clitopilus orcella (Bull.) P. Kumm., Führer Pilzk.: 97 (1871)
- Paxillopsis prunulus (Scop.) J.E. Lange, Fl. Agaric. Danic. 5: 6 (1940)
- Pleuropus orcellus (Bull.) Gray, A Natural Arrangement of British Plants (London) 1: 615 (1821)